# Сестрорецкий курорт
Сестрорецкий курорт — перспективный ООПТ, расположен на левом берегу реки Заводская Сестра и тянется вдоль побережья Финского залива. В прошлом эта территория называлась Канонерской слободой.
Сейчас здесь располагается несколько санаториев, крупнейший из которых — санаторий Сестрорецкий курорт (железнодорожная платформа Курорт 60°06′39″ с. ш. 29°57′12″ в. д.).

## История

Архитектурный макет Курзала, изготовил Чуркин В. И.

Санаторий основан 19 июня 1898 года, открыт 23 июня 1900 года. Тогда это был первый курорт такого класса на Северо-Западе. Идея строительства курорта, в целях увеличения доходов Общества Приморской Санкт-Петербургско-Сестрорецкой железной дороги, принадлежала П. А. Авенариусу. Его единомышленниками были профессор, геолог Войслав и доктор Л. Б. Бертенсон, лейб-медик одного из великокняжеских дворов, специалист по минеральным водам России. Проект поддержал министр государственного имущества и земледелия Алексей Сергеевич Ермолов. С согласия А. С. Ермолова, по представлению Министра путей сообщения Хилкова 9 (22) июня 1898 года кабинет Министров принял решение: устроить курорт в устье реки Сестры, на берегу Финского залива. В безденежную аренду на 60 лет выделялось 54 десятины казённой земли.

Пляж в августе

Основатель Курорта

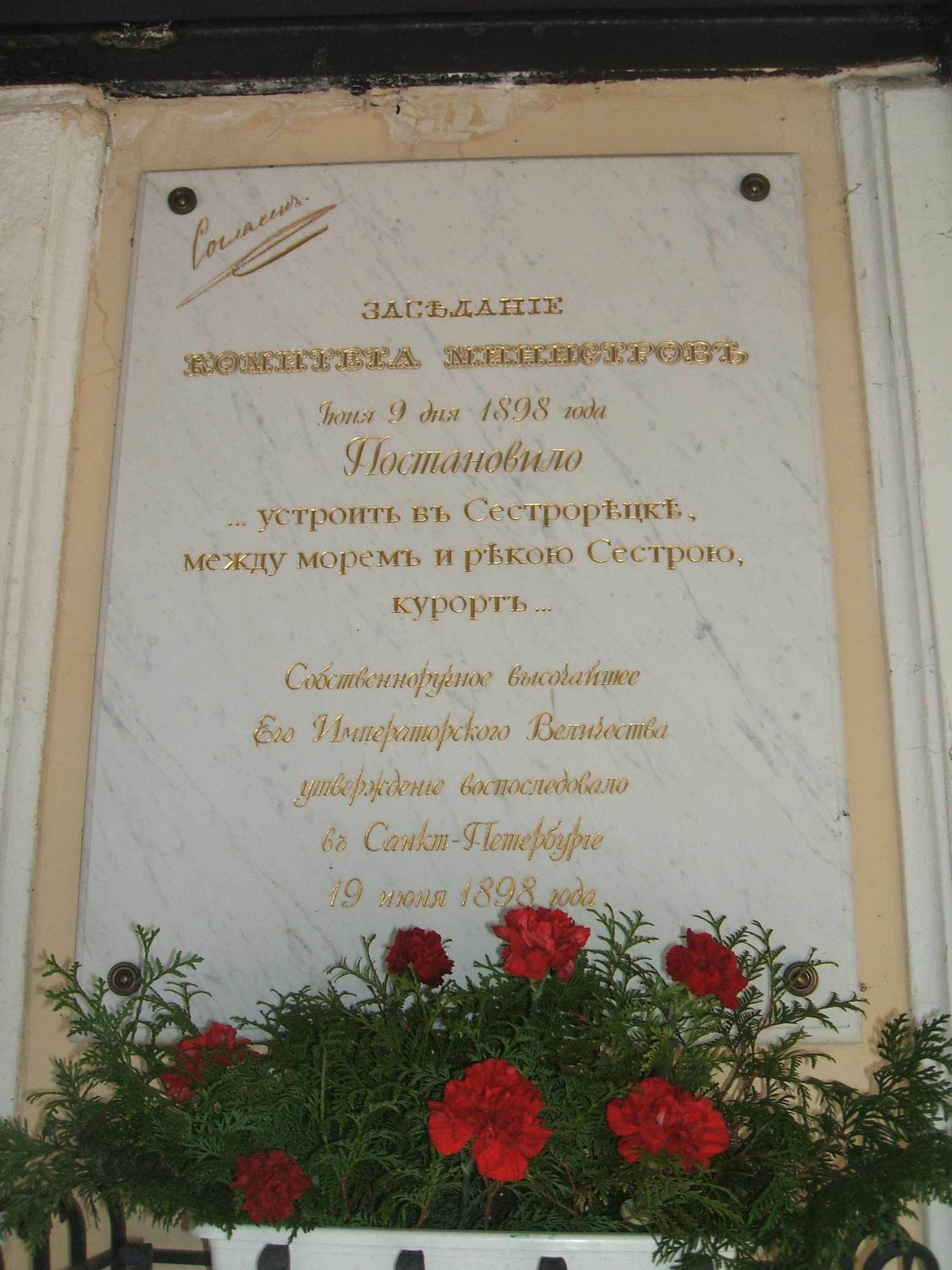
Высочайшее утверждение

Для обеспечения работы курорта специалисты «Общества» по технической и медицинской части уже в 1896 начали за границей изучать опыт работы аналогичных известных курортов Европы. За два года необходимо было построить железнодорожную ветку от Сестрорецка до Курорта и успеть возвести весь комплекс сооружений. 20 июня 1900 года два специальных поезда доставили из Санкт-Петербурга приглашённых гостей. Среди них были министр земледелия и государственного имущества А. С. Ермолов и губернатор Санкт-Петербурга С. А. Толь. В оздоровительный комплекс входил самый крупный в России крытый зимний плавательный бассейн, соединённый переходом с лечебницей. Расположенные в ней медицинские кабинеты были оснащены самой совершенной аппаратурой того времени, которой не было даже на знаменитых зарубежных курортах. В санатории отпускались процедуры 52 наименований. Особой достопримечательностью был курзал. Деревянное здание было построено по проекту архитектора Г. Я. Леви. В центре здания располагался концертный зал, рассчитанный на 1700 человек. Его освещали три огромные электрические люстры. В правом флигеле размещался ресторан. На кухонной плите ресторана — самой большой в России — могли готовить блюда одновременно 20 поваров и несколько десятков их помощников. На цокольном этаже, вместе с кухней, размещались кладовые и ледники для хранения продуктов и вин. В левом флигеле находились библиотека, бильярдные и карточные комнаты, гостиные для отдыха. Перед курзалом, со стороны залива, была устроена терраса, выложенная серым гранитом (то немногое, что сохранилось до наших дней). От курзала, отделяя береговую эспланаду от естественного парка, шла крытая галерея длиной 420 метров. Со стороны залива она была застеклена, а со стороны парка имела открытые проёмы. Под галерей проходила рельсовая дорога для доставки продуктов от вокзала до кладовых и ледников. Вдоль береговой полосы курорта тянулась эспланада с фигурными дорожками и газонами (а-ля Версаль). Считалось, что самый красивый закат можно было увидеть только с эспланады. Курзал был местом встречи на регулярных концертах всей богемы Санкт-Петербурга. Оркестром графа А. Д. Шереметева руководил дирижёр Императорских театров Вячеслав Иванович Сук — российский и советский дирижёр и композитор, народный артист РСФСР (1925). Здесь впервые исполнялись произведения выдающихся композиторов: Н. А. Римского-Корсакова, Ц. А. Кюи, А. К. Лядова, К. Л. Давыдова. На сцене курзала неоднократно выступали певец Леонид Собинов и певица Анастасия Вяльцева.
Здесь отдыхали судебный деятель Анатолий Кони, писатель Максим Горький, балетмейстер Михаил Фокин, приезжала вдова знаменитого писателя А. Г. Достоевская.
В 1907 году курорт был удостоен Гран-при на Всемирной бальнеологической выставке в Спа (Бельгия). Неподалёку от санатория находится известный пляж Дюны.

## Фотографии

Санаторий Сестрорецкий курорт в начале XXI века
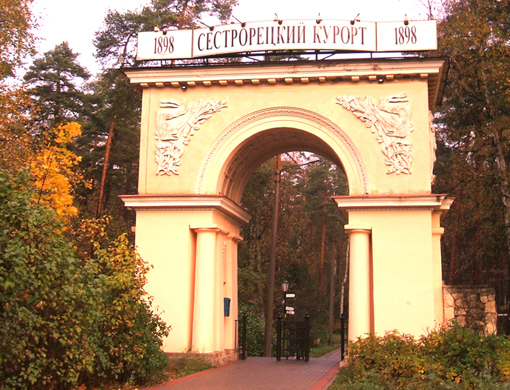
Парадные Ворота (арх. В. Кирхоглани 1953—1970).
План территории
Лечебный корпус
Здание начала XX века
В парке санатория
Бальнеологический профиль
Архитектурная форма
Новое здание
Парадная лестница
Грязелечебница
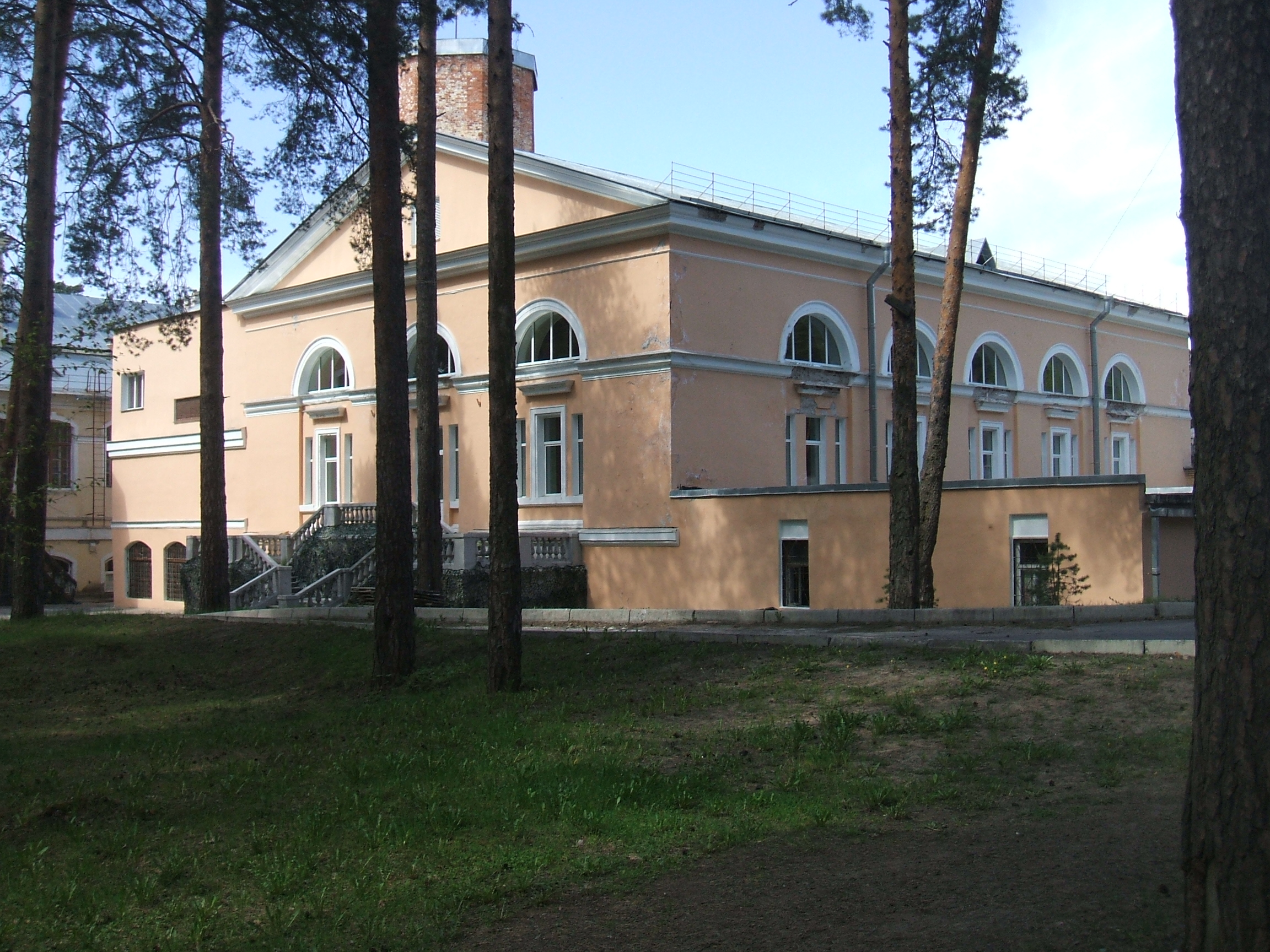
Плавательный бассейн
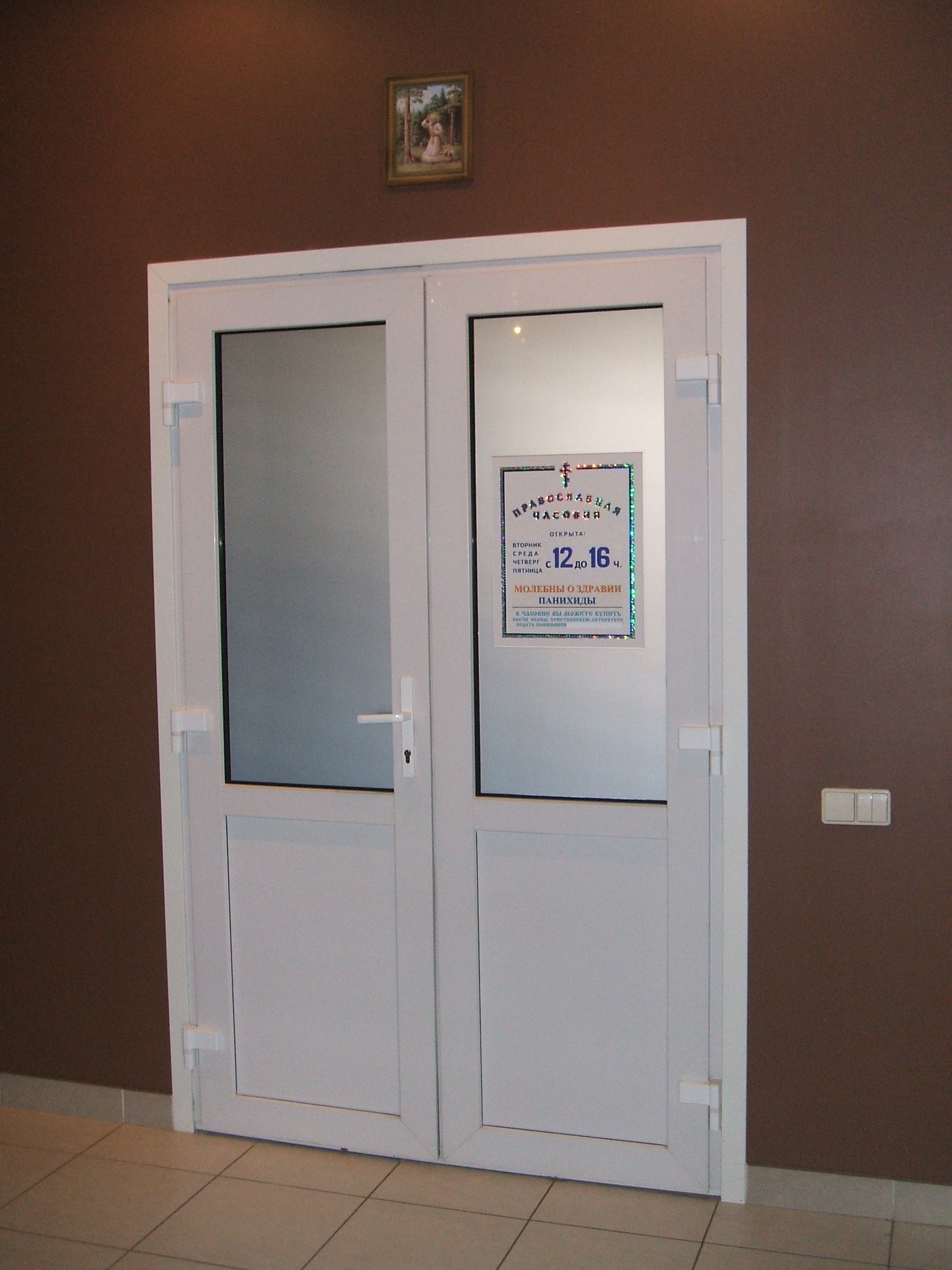
Часовня в новом здании
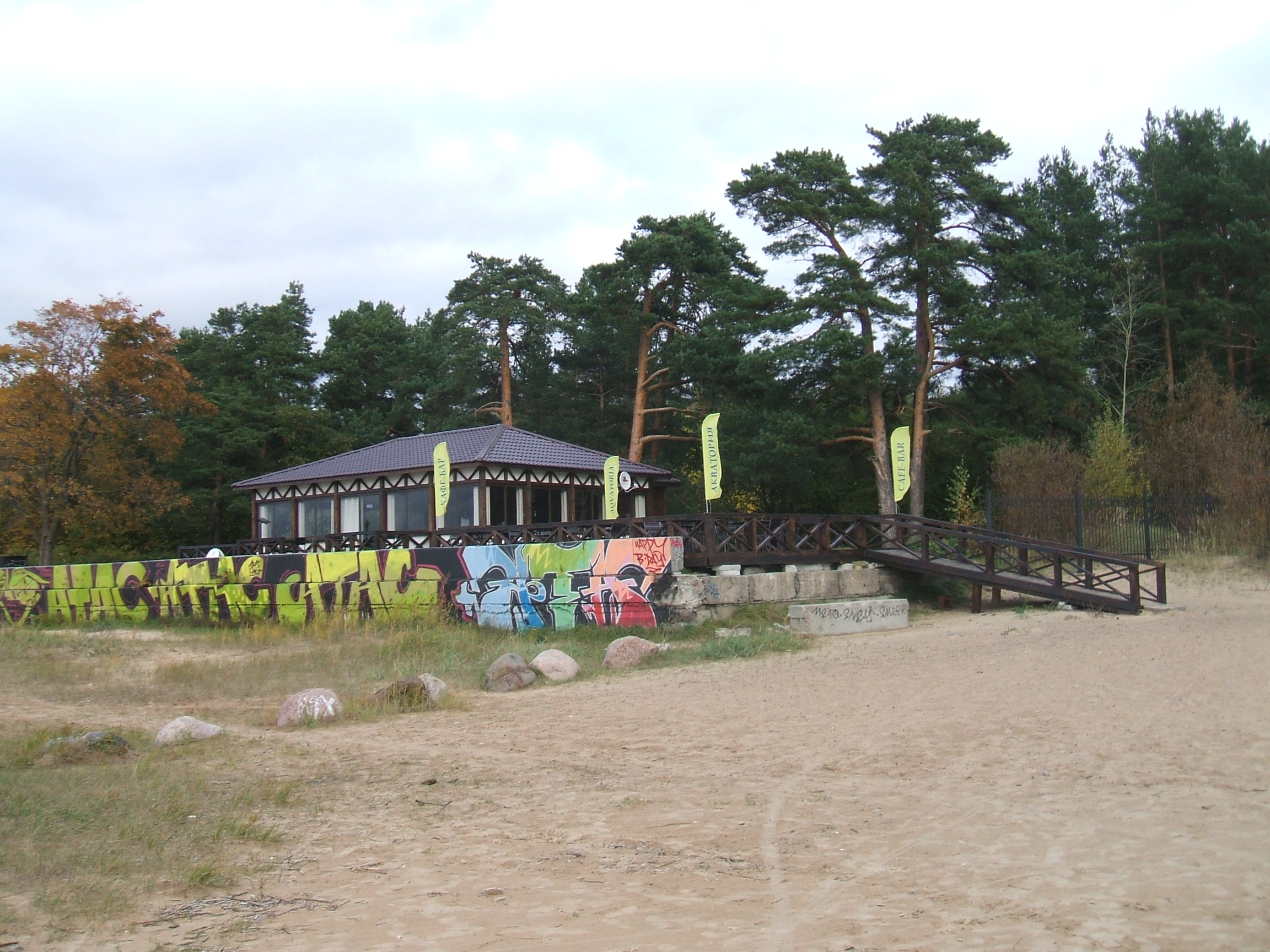
Сестрорецкий курорт: 2011 год, набережная

Санаторий Сестрорецкий курорт в начале XX века (из коллекции С. В. Ренни)
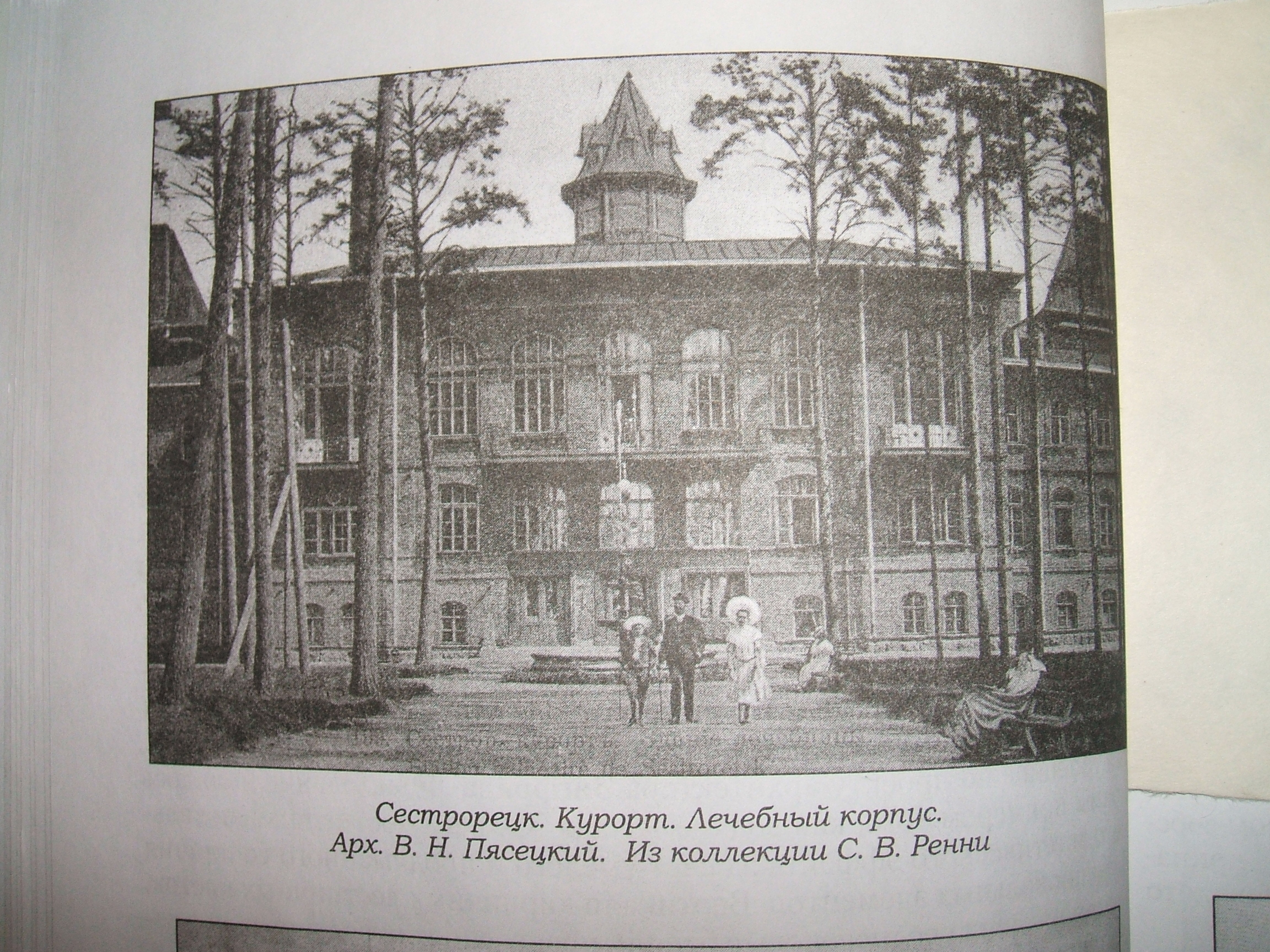
Главный лечебный корпус
Вид на курзал
Эспланада на берегу залива
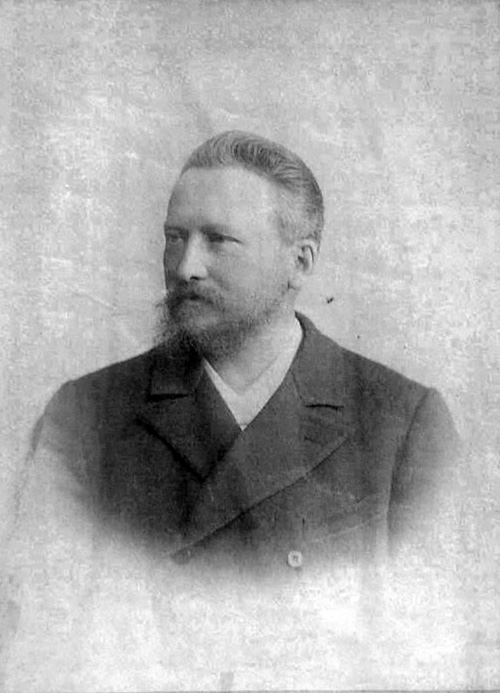
Пётр Авенариус (1880)

Санаторий Сестрорецкий курорт в начале XX века (фонды РНБ)
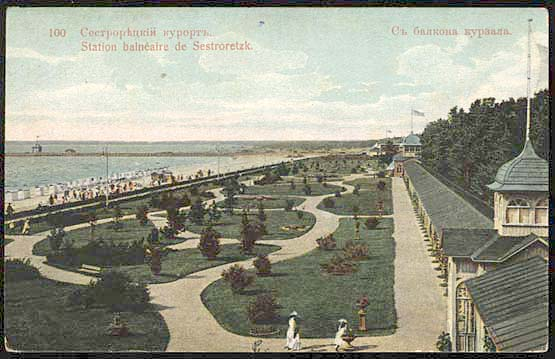
Берег курорта
Мол
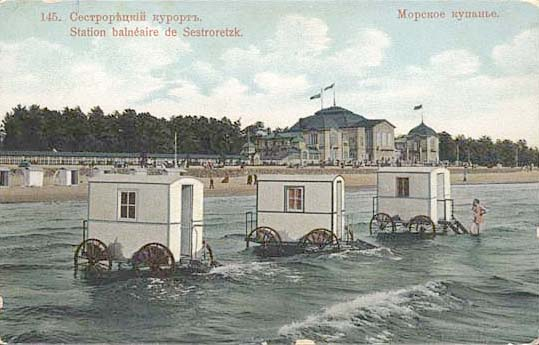
Раздевалки
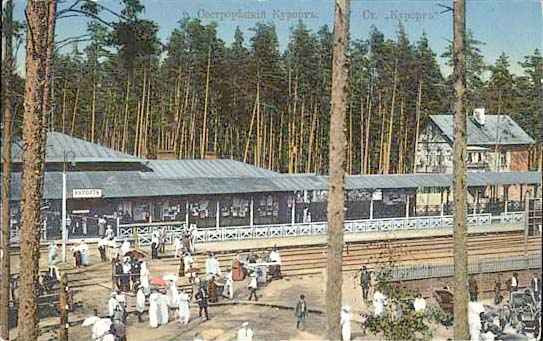
Станция Курорт
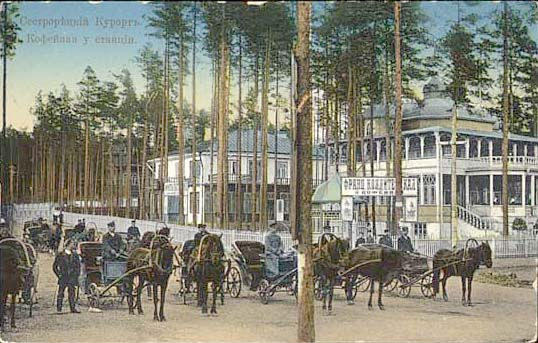
Такси
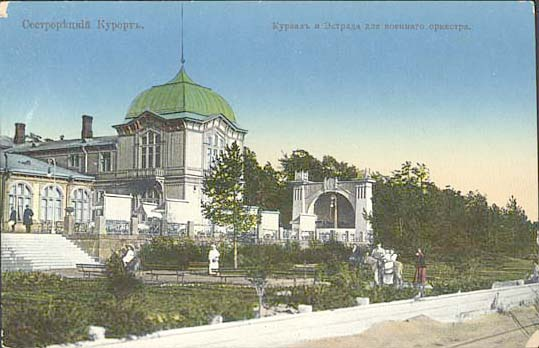
Курзал
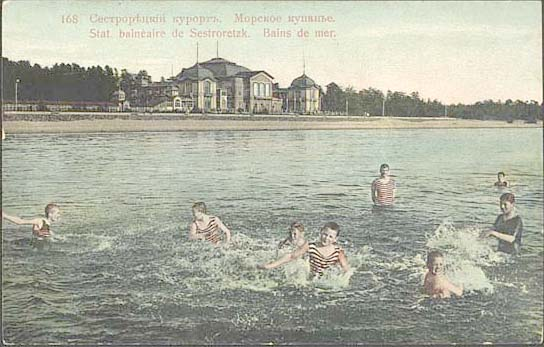
Лето
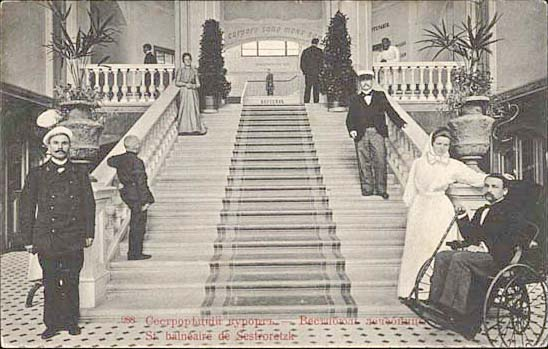
Главная лестница
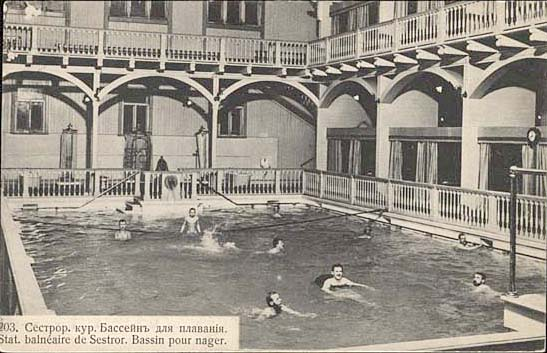
Бассейн
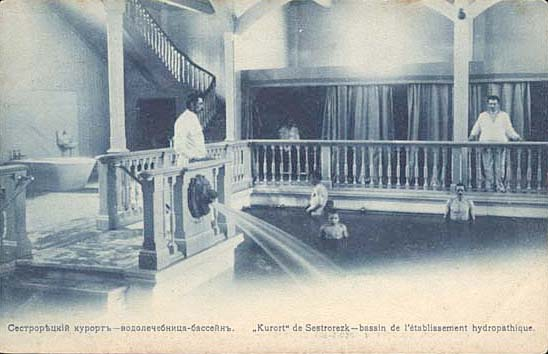
Бассейн
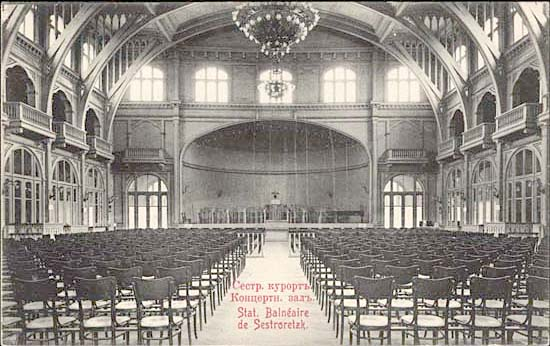
Курзал
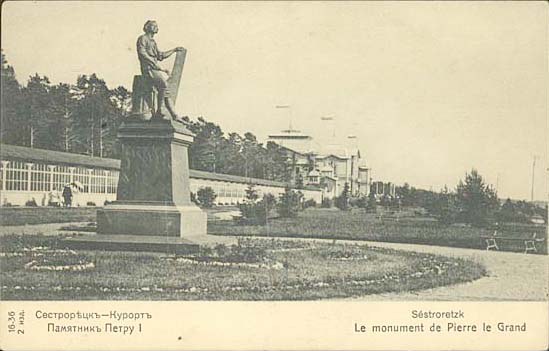
Памятник Пётру I

Во время наводнения 1924 года памятник Петру I был разрушен и не подлежал восстановлению. Во время Великой Отечественной войны в бассейн попала бомба, разрушенный бассейн после войны был восстановлен в первозданном виде.

## Курортные факторы
Наряду с мягким климатом, который используется для климато- и талассотерапии, основные природные лечебные факторы — лечебные грязи и минеральные воды. Месторождение сапропелевых грязей — так называемый гиттий, применяемых на курорте для грязелечения. Минеральная вода по составу хлоридная натриевая с минерализацией 1,12 г/л и содержанием радона (7 нКи/л). Используется для бальнеотерапии (питьевое лечение, ванны).
Бурением скважин на территории курорта руководил соратник А. П. Авенариуса — горный инженер С. Г. Войслав. В 1901 году пробурённая им скважина глубиной 147 метров дала минеральную воду кембрийского горизонта. Сначала медики использовали воды, привезённые с курортов Европы. Водой из своего минерального источника наполняли плавательный бассейн. Грязь для процедур сначала также привозили из-за границы, так как пациенты не верили в целебность местной сапропелевой грязи. И только когда в 1907 году на Всемирной выставке в бельгийском городе Спа «Сестрорецкому курорту» была вручена высшая награда — «Гран При», отношение к местным лечебным факторам изменилось.
На Сестрорецком курорте осуществляется лечение больных с заболеваниями сердечно-сосудистой и нервной систем, органов пищеварения, движения и опоры.

Местный климат оказывает оздоравливающее влияние на весь организм человека. Благодаря сочетанию соснового леса, дюнного песка и близости моря в воздухе на территории санатория преобладают биологически активные отрицательные ионы. Они воздействуют на центры головного мозга человека, а через них на весь организм, вызывая улучшение обмена веществ, нормализацию нервных процессов и повышение жизненного тонуса организма.

## Библиотека санатория
В библиотеке много художественной и периодически издаваемой литературы. На стендах и витринах организована музейно-краеведческая экспозиция (выставка) по истории санатория.

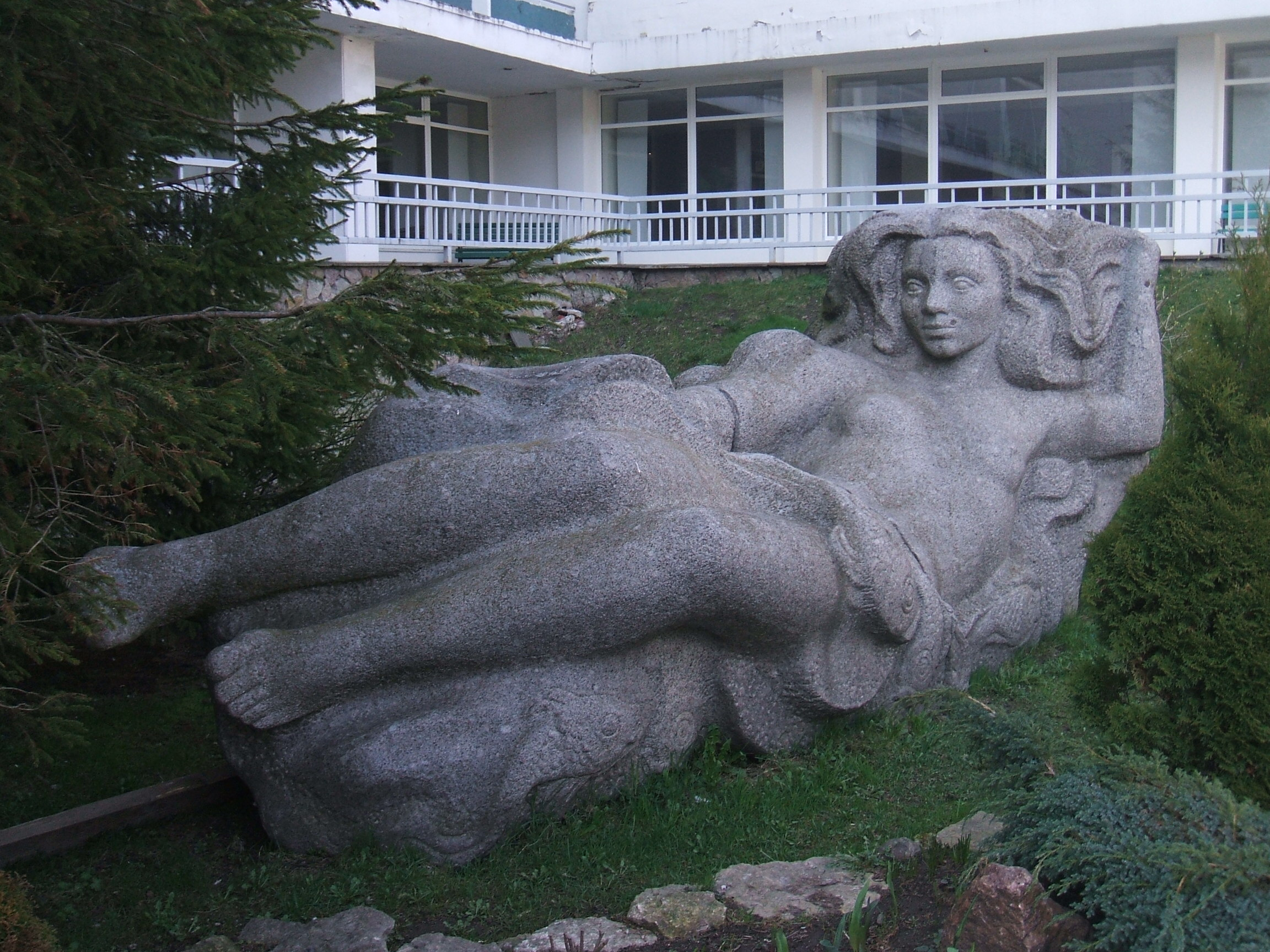
Перед библиотекой

Библиотека санатория Сестрорецкий Курорт
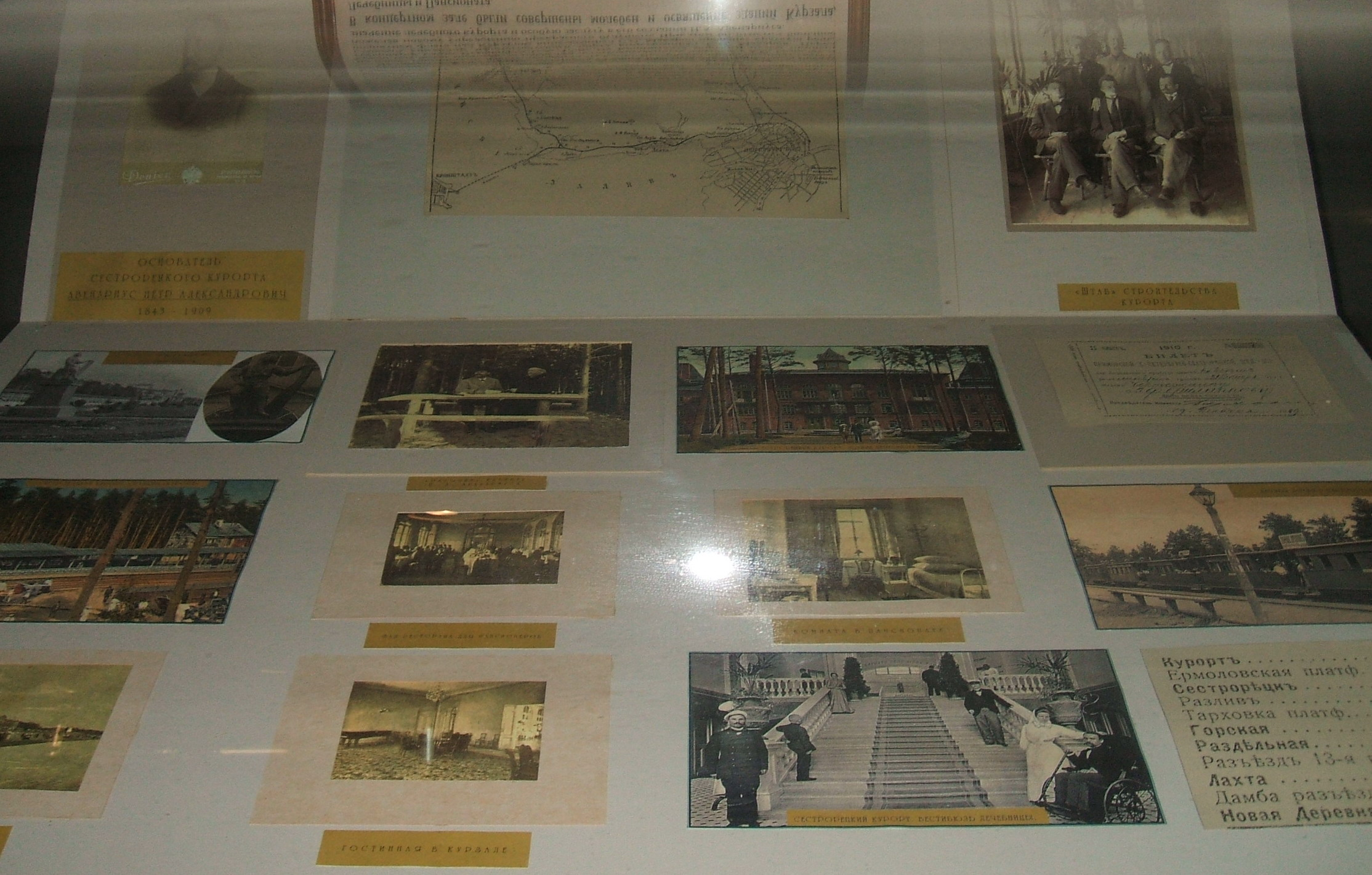
До 1917 года.
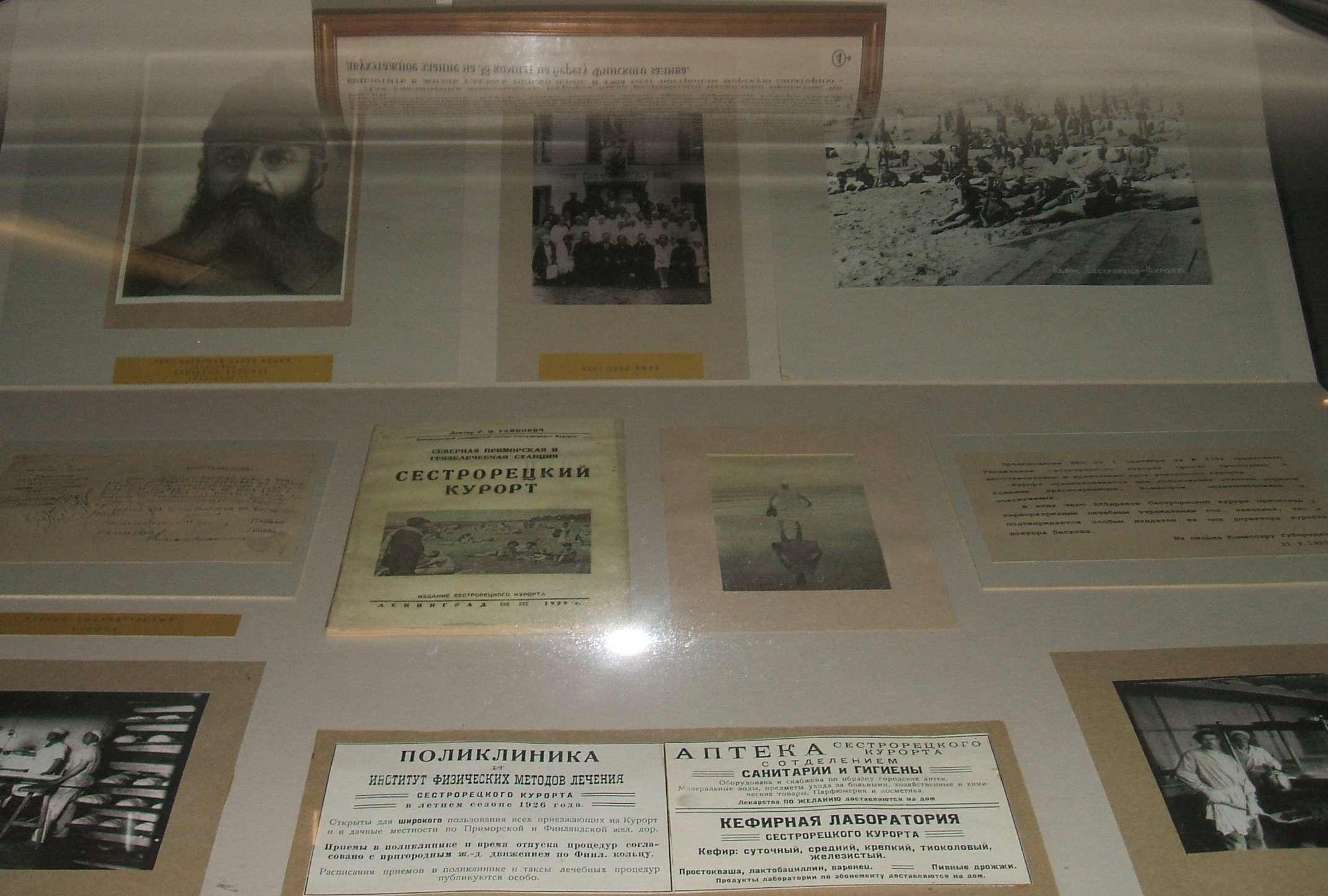
После 1917 года.

## Развитие санатория
С 1988 года в санатории, по инициативе главного врача Владимира Александровича Филиппова, стала работать курортная районная хозрасчётная (платная) поликлиника, в условиях экономических экспериментов, развернувшихся в стране. В течение нескольких лет благодаря более высокой заработной плате врачей в поликлинике сосредоточились врачи всех специальностей. Возросли доходы санатория, но в XXI веке эта форма работы стала неэффективной и поликлиника закрылась.
В начале 2011 года состоялись публичные слушания предполагаемых построек на исторической территории санатория. Инвестиционный проект включает в себя четыре кадастровых участка, три из них принадлежат самому санаторию и будут использоваться под развитие санаторно-курортной базы, а один ставший собственностью компании «Серебряные этажи», предполагает продажу участков под застройку 16-ю малоэтажными домами.
В начале 2023 года Группа ЛСР начала демонтаж третьего корпуса санатория «Сестрорецкий Курорт», сообщают активисты.
На прошлой неделе в КГИОП была подана заявка на включение здания в список объектов культурного наследия, ответ по ней ещё не получен. Как напоминают градозащитники, 73-ФЗ «Об объектах культурного наследия (памятниках истории и культуры) народов Российской Федерации» запрещает снос обладающих признаками памятников объектов до того, как поданная заявка не будет рассмотрена и по ней не дадут ответ.
В начале января 2023 года председатель Следственного комитета РФ Александр Бастрыкин поручил петербургскому управлению ведомства подготовить доклад по ситуации вокруг «Сестрорецкого курорта». «Жители Санкт-Петербурга сообщают, что проблема закрытия санатория сохраняется, и опасаются, что курортное учреждение перестанет существовать, а территория будет застроена элитным жильём», — сообщал СК.
| Показатели работы санатория                                         | 2009  | 2010  | 2011  |
| ------------------------------------------------------------------- | ----- | ----- | ----- |
| Количество реализованных путёвок, шт.                               | 11714 | 12138 | 14000 |
| Численность отдыхающих, получивших услуги по лечению и отдыху, чел. | 12086 | 12495 | 14548 |
| Численность персонала санатория                                     | 413   | 376   | 412   |
| в том числе:                                                        |       |       |       |
| врачи                                                               | 38    | 40    | 42    |
| медицинские сёстры                                                  | 73    | 74    | 74    |
| младший медперсонал                                                 | 43    | 16    | 16    |